# Charles Clifford
Charles Clifford (Gales, c. 1820-Madrid, 1 de enero de 1863) fue un fotógrafo galés que desarrolló su carrera profesional en España.
Charles Clifford fue uno de los pioneros de la fotografía española y junto con Jean Laurent uno de los más destacados fotógrafos extranjeros del siglo XIX. Las primeras noticias de su actividad en España se remontan a 1850, y desde entonces realizó álbumes fotográficos de casi todas sus tierras, ciudades y monumentos cuyo interés no se limitó a lo meramente documental, sino que trascendió por su composición y calidad técnica.
En sus inicios utilizó la técnica del daguerrotipo, pero ya en 1852 comenzó a usar el calotipo. En 1856 empezó a fotografiar al colodión húmedo. En esta última técnica destacó su serie de tomas de 1857 y 1858 de la obra del Canal de Isabel II de Madrid, recogidas como Vistas de la presa y demás obras del Canal de Isabel II, y el Álbum de Andalucía y Murcia, Viaje de S.M. la reina Isabel II de Borbón y la Familia Real en 1862 (1862), del viaje oficial de Isabel II por Andalucía y Murcia.

## Biografía

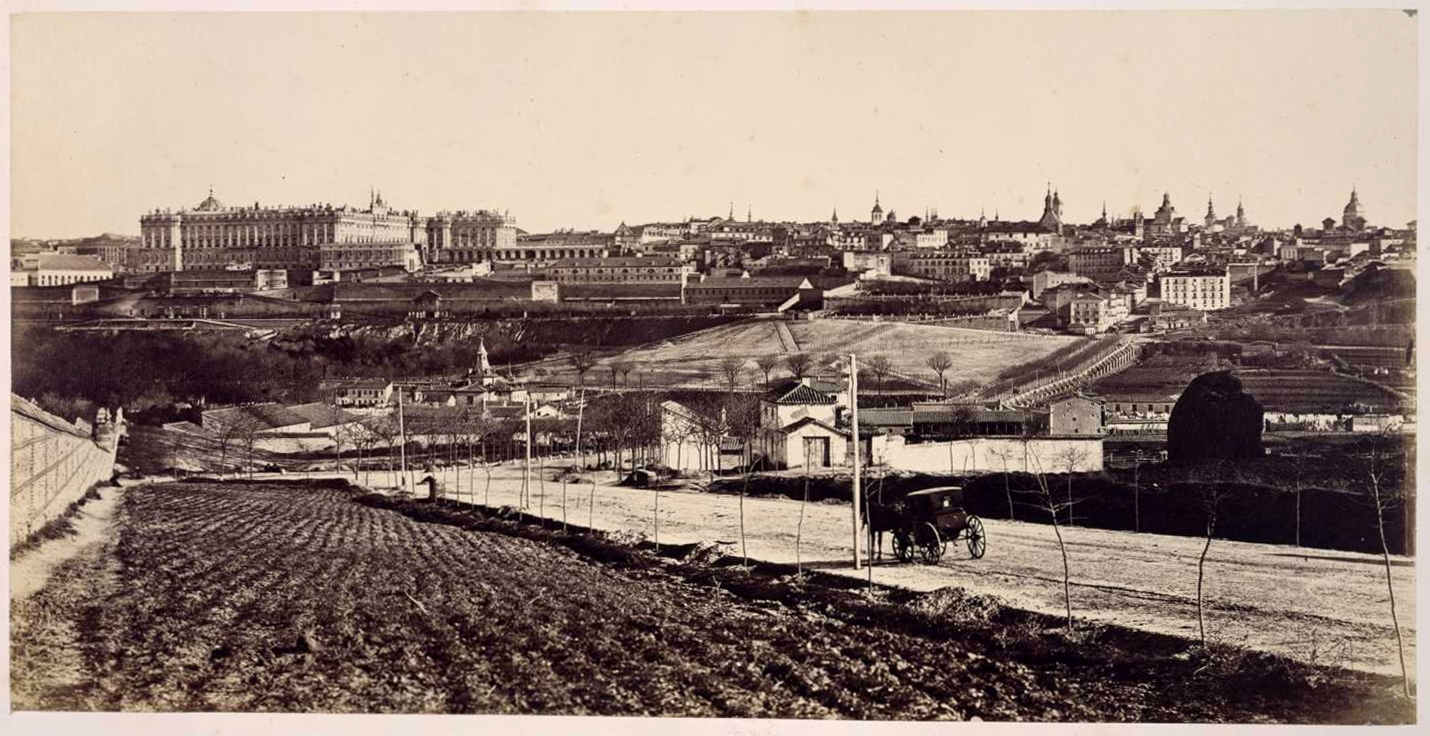
Madrid visto desde el oeste, Charles Clifford, c. 1860.

Se desconoce mucho de su vida juvenil y su fase de formación como fotógrafo. En noviembre de 1850 regenta un gabinete de retratos fotográficos en Madrid, si bien sus capturas provienen de numerosos viajes por la geografía hispana. Desarrolló principalmente toda su carrera en esta ciudad, donde tuvo estudios fotográficos en la calle Montera, la carrera de San Jerónimo y la Puerta del Sol. Ostentó el título de «Fotógrafo de Su Majestad la Reina».

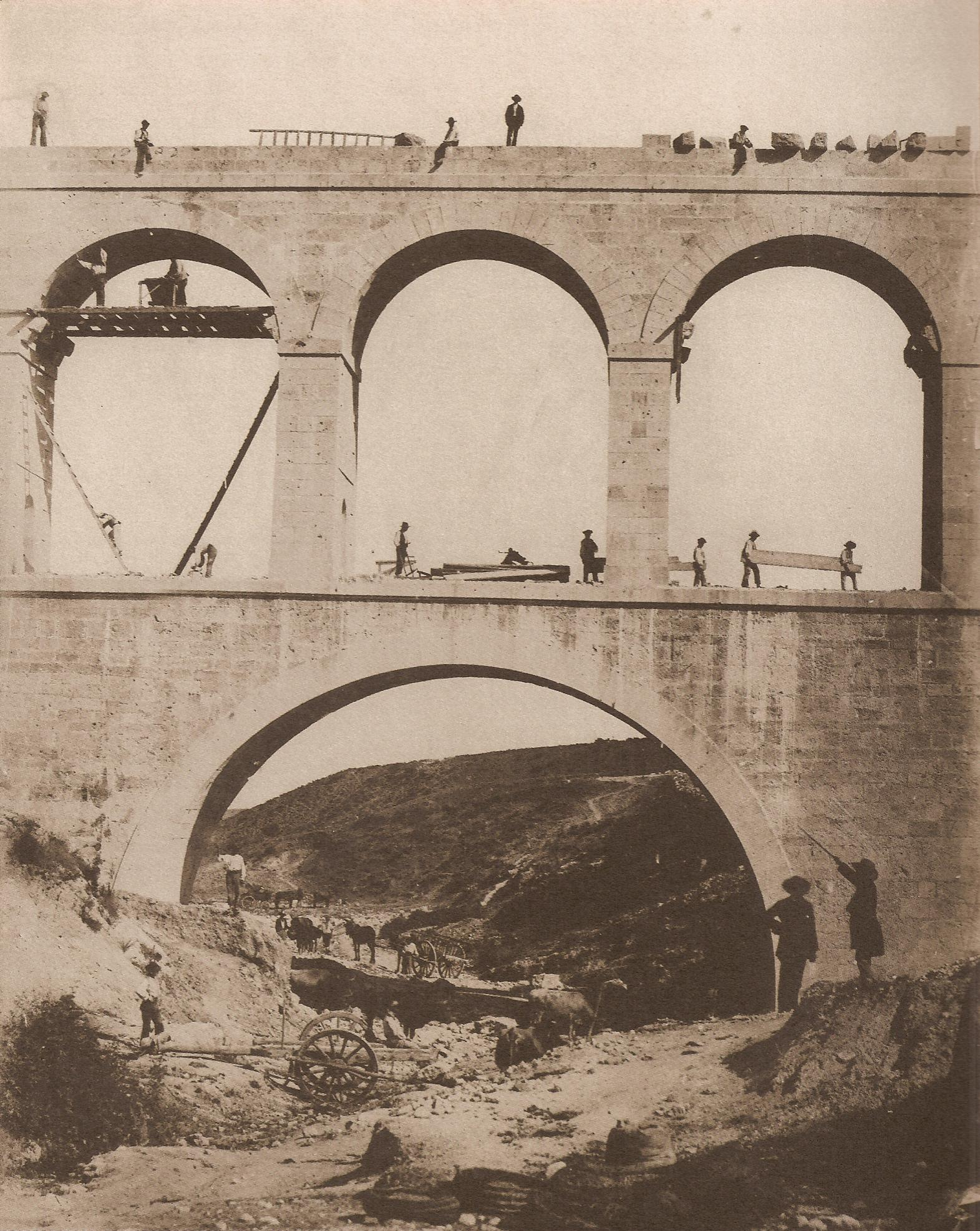
Obras del Canal de Isabel II: Acueducto de la Sima, Charles Clifford, 1855.

Murió en Madrid, y fue enterrado en el Cementerio de los Ingleses, o Cementerio británico, donde todavía se conserva su lápida, en la entrada.

## Tecnología fotográfica
En los primeros años Clifford utilizó la técnica fotográfica del daguerrotipo, hasta febrero de 1852 en que ya empleó la técnica del calotipo. En 1856 abandona el calotipo en favor de las placas de vidrio al colodión húmedo, que daban mucha mayor nitidez.
Clifford siempre se mantuvo en contacto con los círculos fotográficos europeos de Alemania, Londres o París, así como de los últimos adelantos en este campo, preocupándose por adquirir los mejores materiales para su trabajo.
Muestra de ello es la noticia de julio de 1861, en que las revistas de la época recogen «El Sr. Clifford ha traído de Londres la mayor cámara fotográfica construida hasta el día, con la cual se pueden sacar vistas hasta de metro y medio en cuadro; y en el viaje que está haciendo actualmente por Alemania, no dudamos que aprovechara para introducirlos en nuestro país todos los modernos adelantos».

## Obras
Clifford es clasificado como un fotógrafo de paisajes, monumentos y obras. Son muy destacables sus colecciones de obras públicas de la época como la línea férrea del norte, la construcción del Canal de Isabel II, o de las obras en la Puerta del Sol. En 1853 realizó las fotografías más antiguas que se conservan de la portada plateresca de la Universidad de Salamanca. 
No se le considera fotógrafo de retrato, pero su labor como fotógrafo de la reina de España lógicamente lo desmiente, además del retrato que realizó de la reina Victoria del Reino Unido, el día 14 de noviembre de 1861 en el castillo de Windsor, considerado uno de los últimos que se le realiza antes de la muerte de su marido, Albert, un mes más tarde.

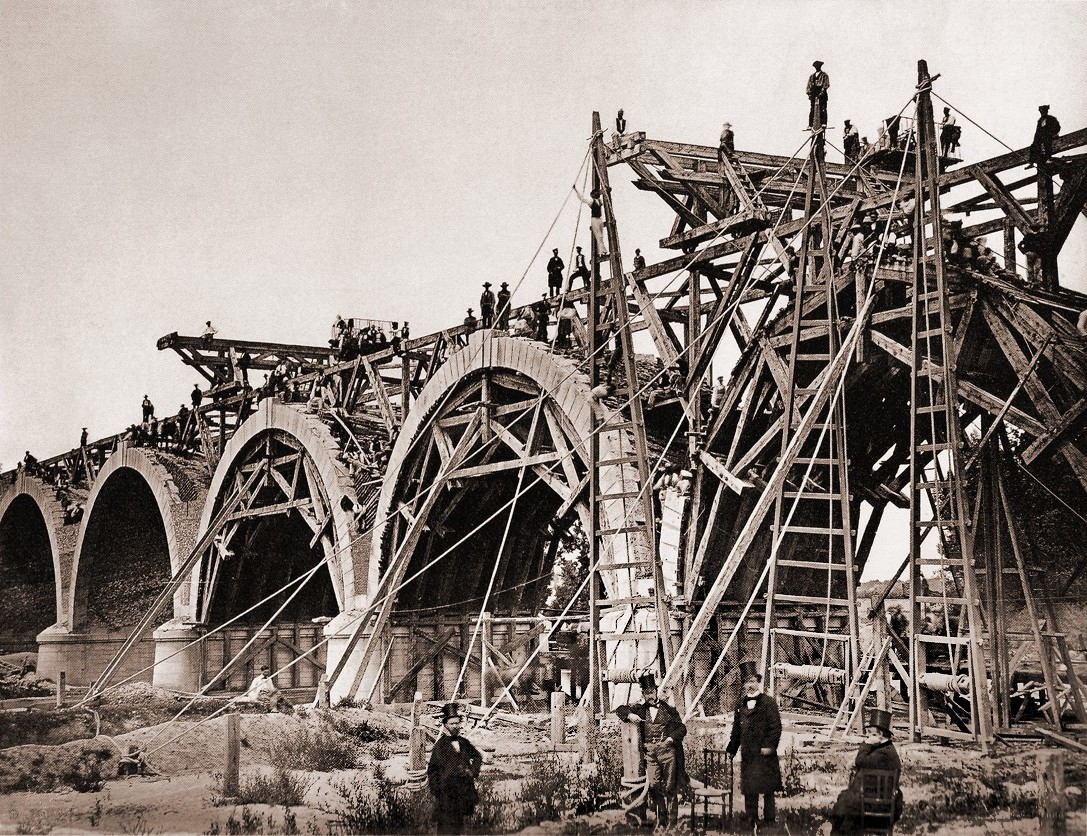
Construcción del Puente de los Franceses en Madrid, Charles Clifford, hacia 1861.

Asimismo, se conoce que la reina Victoria y su consorte Albert ya habían comprado, en 1854, algunas fotografías realizadas por Clifford, y en 1861, él publicó dos volúmenes, con una serie de 159 grabados con el patrocinio de Victoria y Albert, los reyes de España, los emperadores de Francia, Rusia y Austria, y el Duc de Montpensier, entre otros.
Obtuvo vistas en casi todas las tierras de España, salvo quizás el País Vasco, Galicia y Canarias, alcanzando su obra gran notoriedad en la prensa ilustrada de la época. Además de viajar por la España peninsular, también obtuvo fotografías en las islas Baleares en el año 1860.
Son muy especiales algunos de sus escasos retratos de costumbres de tipos populares, como lagarteranos, gitanos o cantaores, que proporcionan un retrato de género típicamente costumbrista de las tierras que visitaba.
Copias positivas originales se conservan principalmente en la Biblioteca Nacional de España, el Palacio Real de Madrid, el Museo del Prado y el Instituto del Patrimonio Cultural de España. Pero también conservan ejemplares otras muchas instituciones españolas, como el Museo del Ferrocarril de Madrid, el Museo Municipal de Madrid, el Museo Frederic Marès de Barcelona, o el Fondo Fotográfico de la Universidad de Navarra.